# Kørsel med grønlandske Hunde
Pour plus de détails, voir Fiche technique et Distribution.
Kørsel med grønlandske Hunde, traduit en français sous le titre Des chiens groenlandais tirent un traîneau, est une courte séquence cinématographique tournée en 1897 par le photographe danois Peter Elfelt. Elle est considérée comme le premier film danois de l'histoire.

## Fiche technique
- Titre : Kørsel med grønlandske hunde
- Réalisation : Peter Elfelt
- Photographie : Peter Elfelt
- Société de production : Peter Elfelt
- Pays :  Danemark
- Genre : Documentaire
- Durée : 1 minute
- Dates de sortie : 
  -  Danemark : 1897